# اولان‌اوده ۲۹۱۸۹
سیارک ۲۹۱۸۹ (به انگلیسی: 29189 Udinsk، نامگذاری:1990UY3) بیست و نه هزار و صد و هشتاد و نهمین سیارک کشف شده‌است که در ۱۶ اکتبر ۱۹۹۰ کشف شد.